# Saint-Michel-les-Portes
Saint-Michel-les-Portes é uma comuna francesa na região administrativa de Auvérnia-Ródano-Alpes, no departamento de Isère.